# (2451) Дольфюс
(2451) Дольфю́с (лат. Dollfus) — астероид из группы главного пояса, открытый 2 сентября 1980 года астрономом Эдвардом Боуэллом на станции Андерсон-Меса в обсерватории Лоуэлла. Его орбита находится между орбитами Марса и Юпитера.
Малая планета была названа в честь Одуэна Дольфюса — французского астронома, исследователя планетарной поляриметрии, колец Сатурна и первооткрывателя Януса.
Причисляется к семейству LCDB под номером 9106 MB-outer.

## Описание
(2451) Дольфюс — крупный астероид диаметром 11,848 километра, по размеру сравнимый с городом Кливленд, штат Огайо. Он отнесён к группе астероидов главного пояса, вращается между орбит Марса и Юпитера.
Абсолютная звёздная величина объекта составляет 11,93, его геометрическое альбедо равно 0,288.
Период вращения астероида составляет приблизительно 48 часов — за это время он совершает оборот вокруг своей оси.
Дольфюс имеет спектральный класс S (SMASSII), что говорит о его составе — астероид имеет кремниевую структуру.
Исследование NHATS (англ. Near-Earth Object Human Space Flight Accessible Targets Study), проводимое НАСА, установило, что (2451) Дольфюс не является жизнеспособной целью для исследования человеком. Кроме того, Лаборатория реактивного движения НАСА не классифицирует астероид как потенциально опасный, поскольку его орбита не приближает его к Земле.

## Открытие и наименование
Первое наблюдение астроида произошло 20 августа 1935 года в Республиканской обсерватории Йоханнесбурга. Его орбита была определена 7 октября 1940. Официально астероид был открыт 2 сентября 1980 Эдвардом Боуэллом на станции Андерсон-Меса, в обсерватории Лоуэлла. Последний раз астероид наблюдали в обсерватории Халеакала 13 мая 2023 года.
До переименования малая планета носила имя M.P.C. 6531. Новое название предложил Боуэлл — астероид был назван в честь Одуэна Дольфюса, французского астронома, ставшего специалистом в изучении Солнечной системы.

## Наблюдения
Всего с 1935 года было проведено 4391 наблюдений. Помимо станции Андерсон-Меса следующие наблюдательные сооружения фиксировали астероид:
- Республиканская обсерватория Йоханнесбурга;
- Обсерватория Лоуэлла;
- Обсерватория имени Гёте Линка;
- Паломарская обсерватория;
- Обсерватория Фиолетовая гора;
- Крымская астрофизическая обсерватория;
- Обсерватория Ла-Силья;
- Обсерватория Клеть;
- Обсерватория Сайдинг-Спринг;
- Нюрольская обсерватория и другие[2].

## Орбита
Минимальное расстояние пересечения орбиты (англ. MOID) с Землей составляет 1,30 а. е., с Юпитером — 2,11 а. е.
(2451) Дольфюс обращается вокруг Солнца каждые 1642,27 дней (4,5 года), приближаясь к нему на расстояние 2,42 а. е. и удаляясь на расстояние 2,97 а. е., имеет эксцентриситет 0,15 и наклон 8,59° по отношению к эклиптике. Средняя орбитальная скорость — 18,07 км/с.